# Romy Tarangulová
Romy Tarangulová (nepřechýleně: Romy Tarangul), (* 19. říjen 1987 ve Frankfurtu nad Odrou, Německá demokratická republika) je německá zápasnice – judistka.

## Sportovní kariéra
S judem začínala v 8 letech v rodném Frankfurtu pod dohledem Geralda Haacka. Později spolupracovala s několika trenéry, naposledy s Benny Biemüllerem.
Prakticky celou svoji kariéru svádí nominační souboje s Mareen Krähovou a ve většině případů úspěšně. Dvakrát se účastnila olympijských her, ale v obou případech neuspěla. Jak v Pekingu v roce 2008 tak v Londýně v roce 2012 protaktizovala svůj zápas ve druhém kole. I přesto se mezi německými muži těší značné oblibě. V roce 2008 nafotila odvážné fotky pro jeden pánský časopis.

## Výsledky
| Olympijské hry     |     |     | úč. |    |    |     | úč. |   |     |  |  |  |  |  |  |  |  |  |  |  |  |  |  |  |
| Mistrovství světa  |     | úč. |     | 3. | 5. | úč. |     | — | úč. |  |  |  |  |  |  |  |  |  |  |  |  |  |  |  |
| Mistrovství Evropy | —   | 7.  | 2.  | —  | —  | 5.  | 3.  | — | úč. |  |  |  |  |  |  |  |  |  |  |  |  |  |  |  |
| ME do 23 let       | 5.  | —   | —   | —  |    |     |     |   |     |  |  |  |  |  |  |  |  |  |  |  |  |  |  |  |
| MS juniorů         | úč. |     |     |    |    |     |     |   |     |  |  |  |  |  |  |  |  |  |  |  |  |  |  |  |